# Grandes Sitios de Mediodía-Pirineos
Los Grandes Sitios de Mediodía-Pirineos (en francés: Grands Sites de Midi-Pyrénées) son un conjunto de los principales sitios turísticos representativos de la región de Mediodía-Pirineos que se agrupan al objeto de disponer de una etiqueta de promoción turística reconocible a nivel nacional e internacional.  En diciembre de 2015, había 25 Grandes Sitios distribuidos de manera bastante uniforme en todo el territorio regional.

## Presentación de la etiqueta
La etiqueta «Grand Site de Midi-Pyrénées» (en español, 'Gran Sitiode Mediodía-Pirineos') fue puesta  en marcha por la región en julio de 2008. De alrededor de los 13 millones de turistas que cada año acoge la región, casi el 85% pasan por alguno de estos Grandes Sitios. La obtención de tal etiqueta conduce inevitablemente a fuertes inversiones para satisfacer el siempre creciente flujo de turistas. Se han hecho por ello inversiones para la valoración del patrimonio, la calidad de las instalaciones de acogida, la preservación del medio ambiente del sitio.
Se han suscrito muchos contratos entre la región y los departamentos y colectividades territoriales concernidas. La colección de "Grandes Sitios" se pone de relieve a través de a través de videos turísticos que se difunden en Internet, además de la impresión de plaquetas que respetan una carta gráfica oficial.
Fueron cuatro los objetivos de la creación de la etiqueta: 
- la promoción de estos lugares turísticos a distintos niveles: local, regional, nacional e internacional;
- alentar a los turistas a descubrir esos sitios;
- evitar cualquier decepción de los turistas entre sus expectativas iniciales y la realidad;
- inspirar a los turistas que visitan un Gran Sitio, para ir a visitar los otros.

## Lista de Grandes Sitios
- Ariège

- Colección Ariège:

- Ciudad de Saint-Lizier
- Cueva de Mas d'Azil
- Bastida de Mirepoix
- Castillo de Foix
- Castillo de Montsegur
- Cueva de Niaux
- Parque pirenáico del arte prehistórico de Tarascon-sur-Ariège
- Museo de las tradiciones Forges de Pyrène

- Aveyron:

- Conques
- Rodez
- Villefranche-de-Rouergue - Najac
- Viaducto de Millau

- Haute-Garonne:

- Toulouse
- Canal del Mediodía (compartido con Tarn)
- Luchon
- Saint-Bertrand-de-Comminges
- Revel - Lago de Saint-Ferréol (etiqueta Gran Sitio compartida con Sorèze)

- Gers:

- Auch
- Marciac
- Flaran - Baïse - Armagnac

- Lot:

- Valle del Dordoña
- Rocamadour
- Cahors
- Saint-Cirq-Lapopie - Gruta de Pech Merle
- Figeac

- Hautes-Pyrénées:

- Lourdes
- Pic du Midi de Bigorre
- Cauterets - Pont d'Espagne
- Gavarnie

- Tarn:

- Albi
- Cordes-sur-Ciel
- Sorèze (etiqueta Gran  Sitio compartida con Revel - Lago de Saint-Ferréol)

- Tarn-et-Garonne:

- Moissac
- Canal del Mediodía (compartido con Alto Garona)
- Montauban

## Galería de imágenes

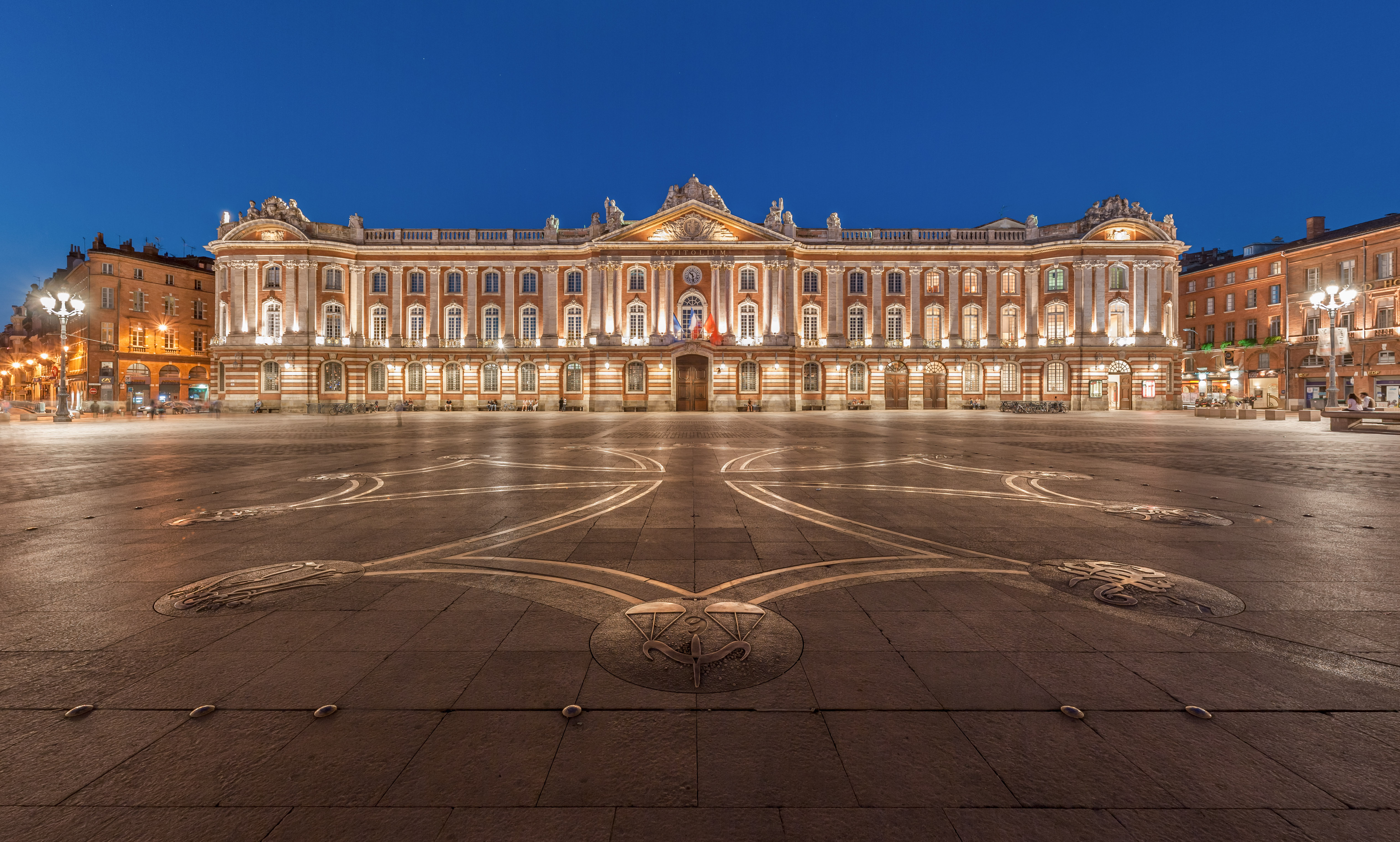
Toulouse
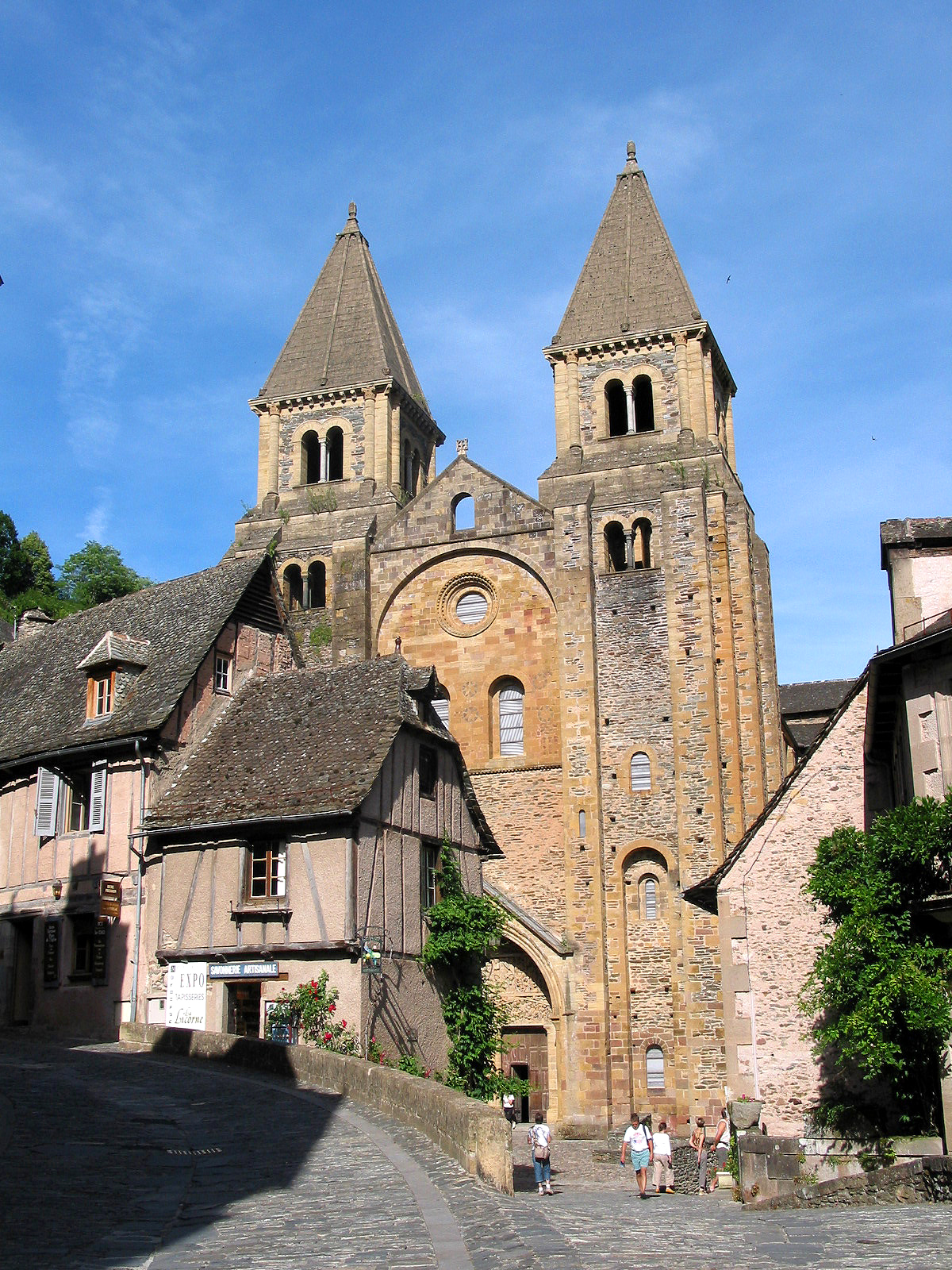
Conques
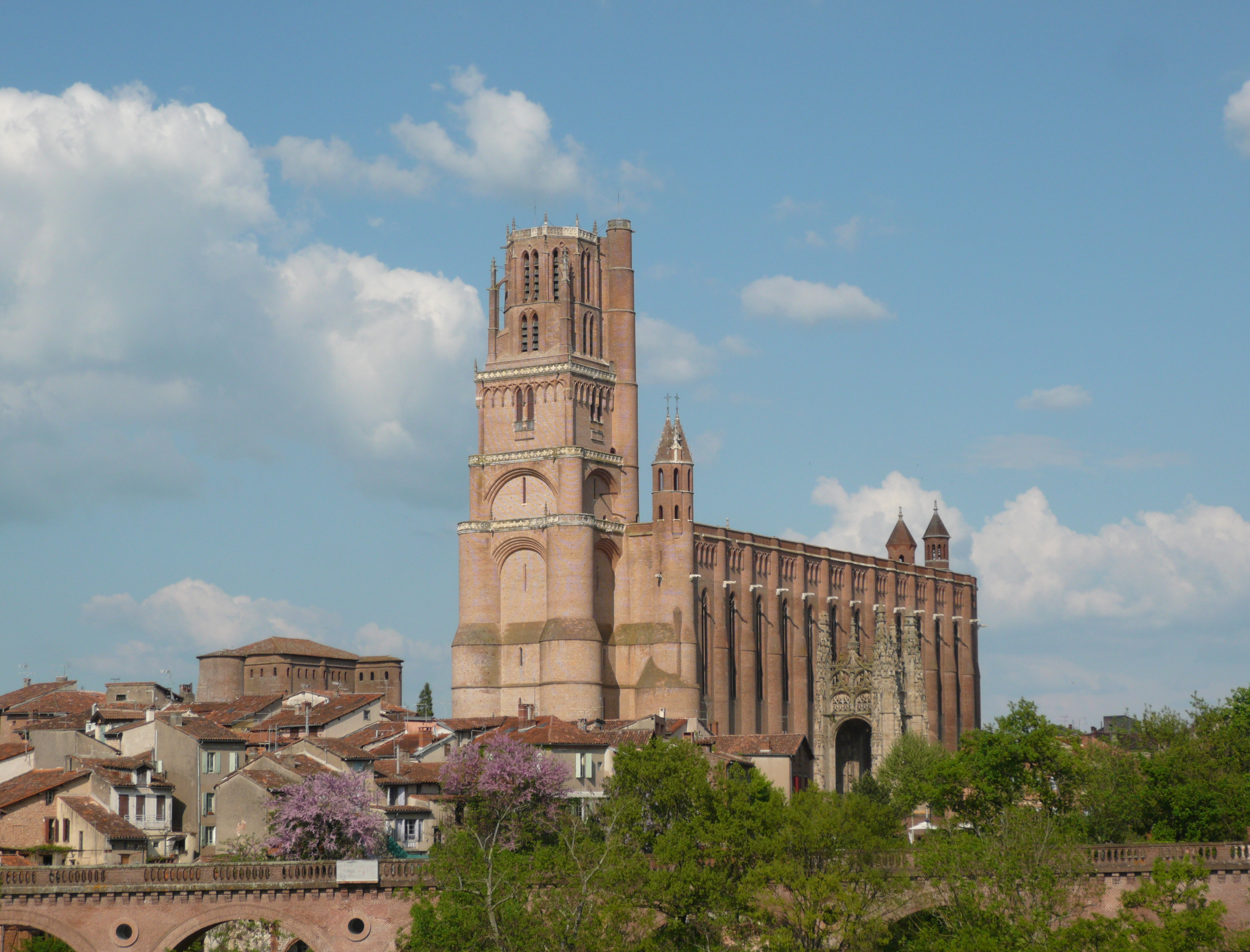
Albi (Tarn)
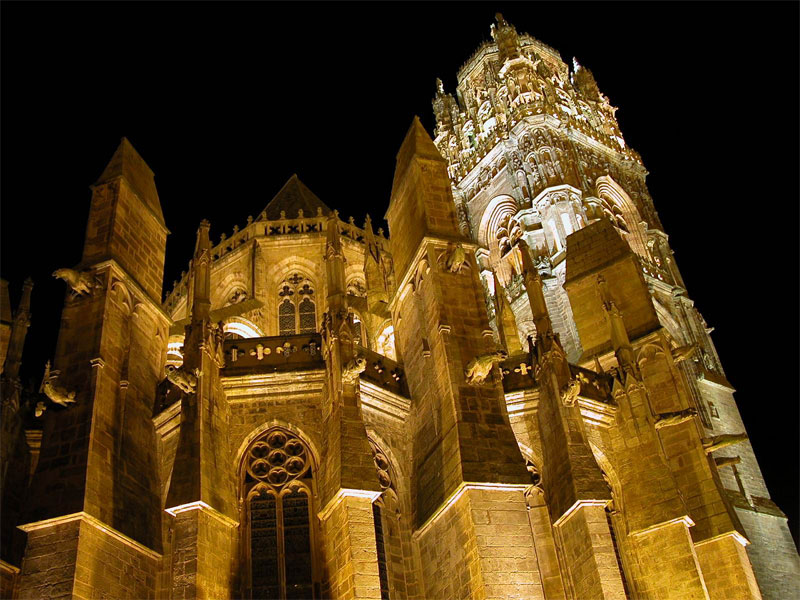
Rodez
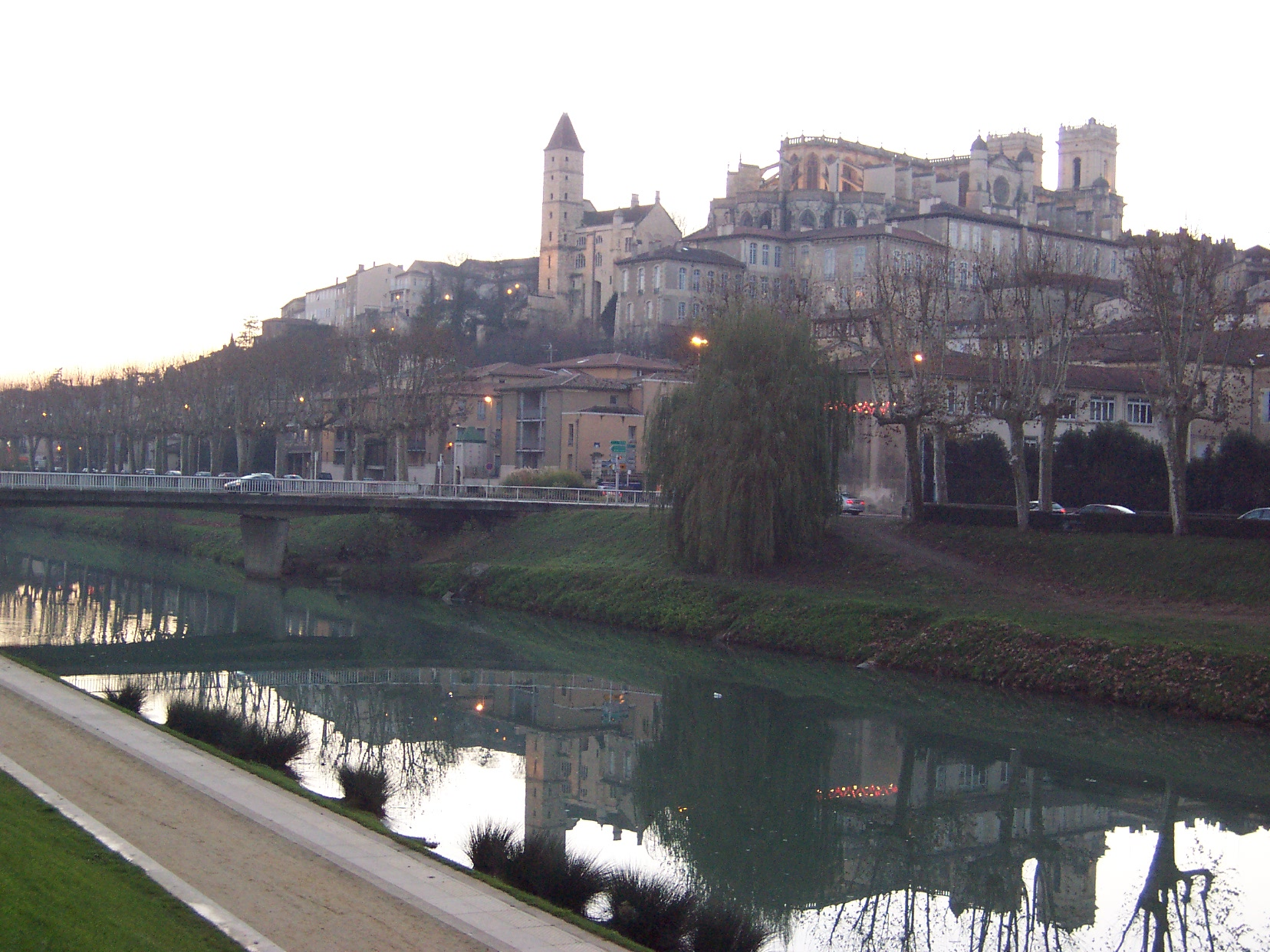
Auch
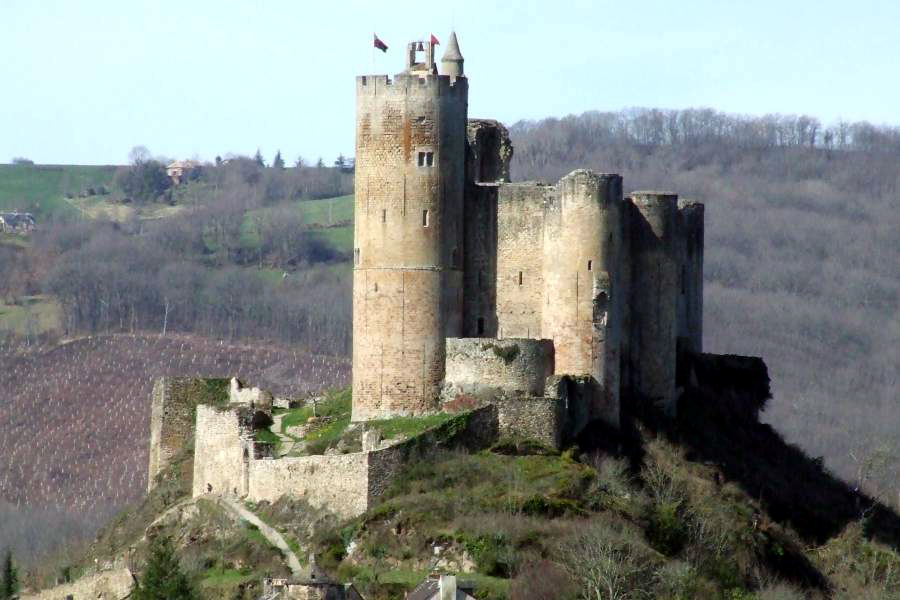
Najac
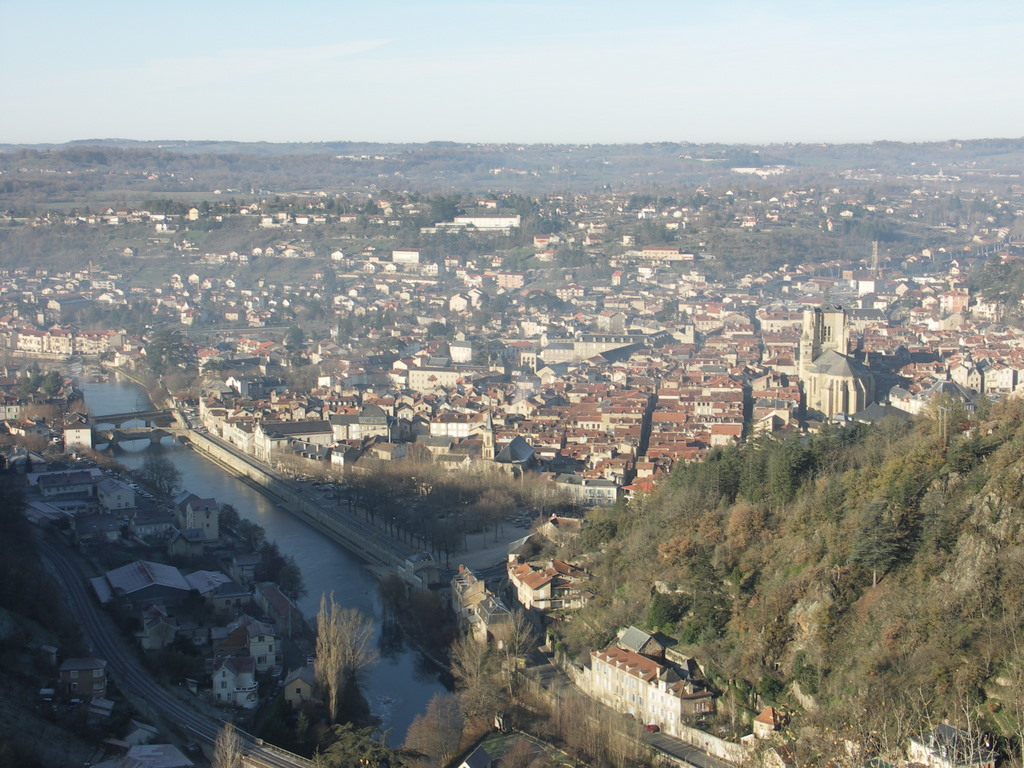
Villefranche-de-Rouergue
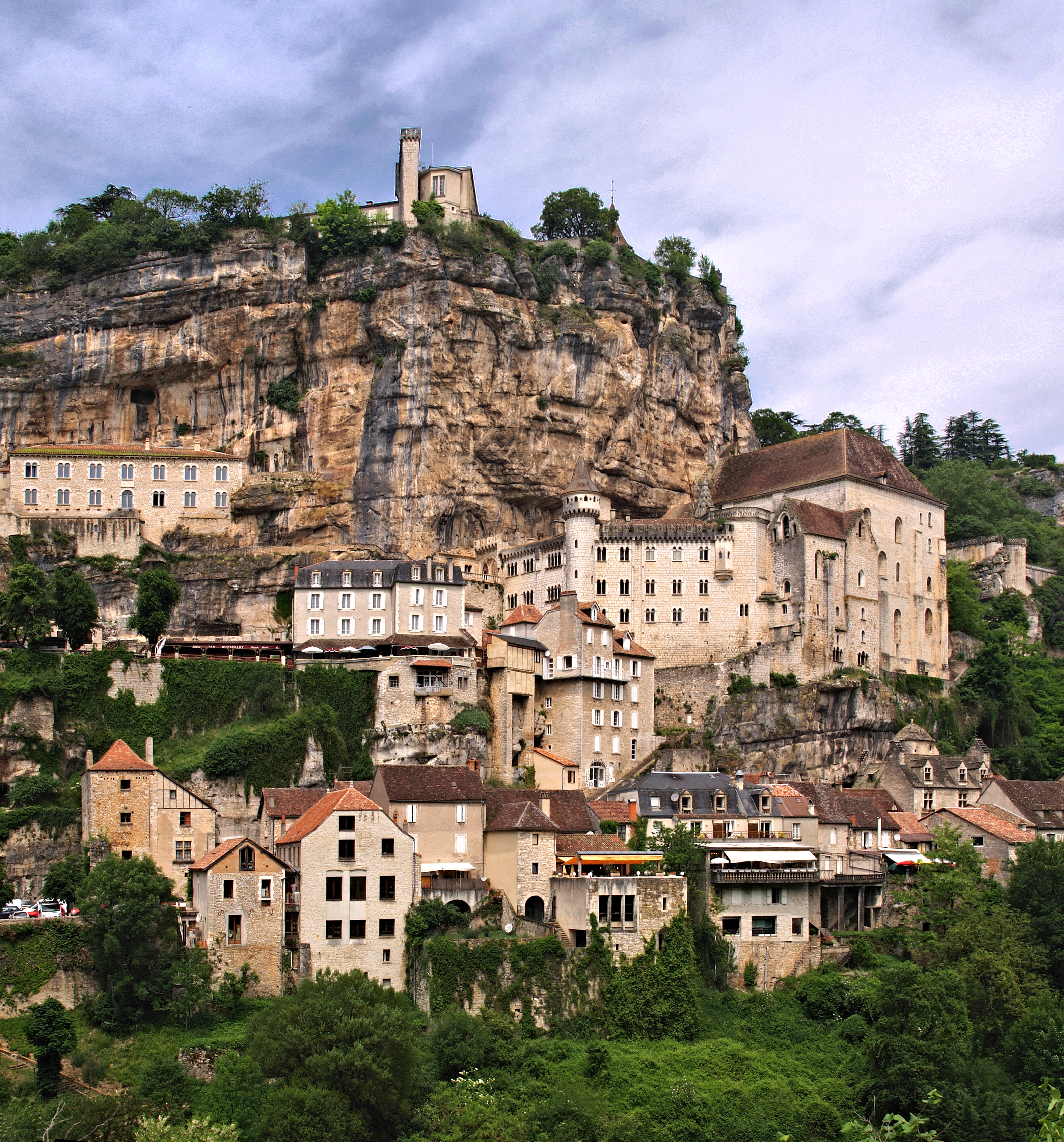
Rocamadour
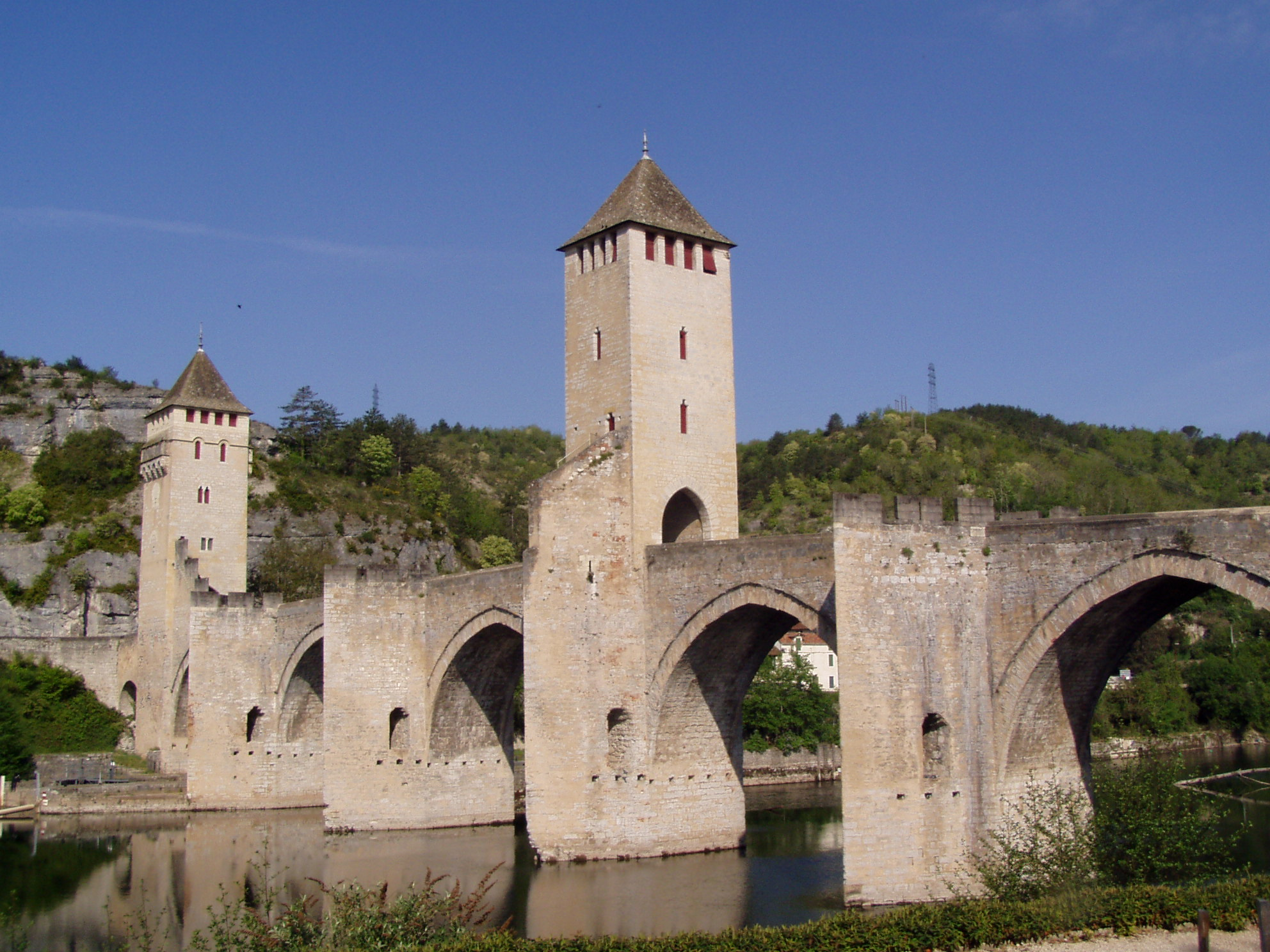
Cahors
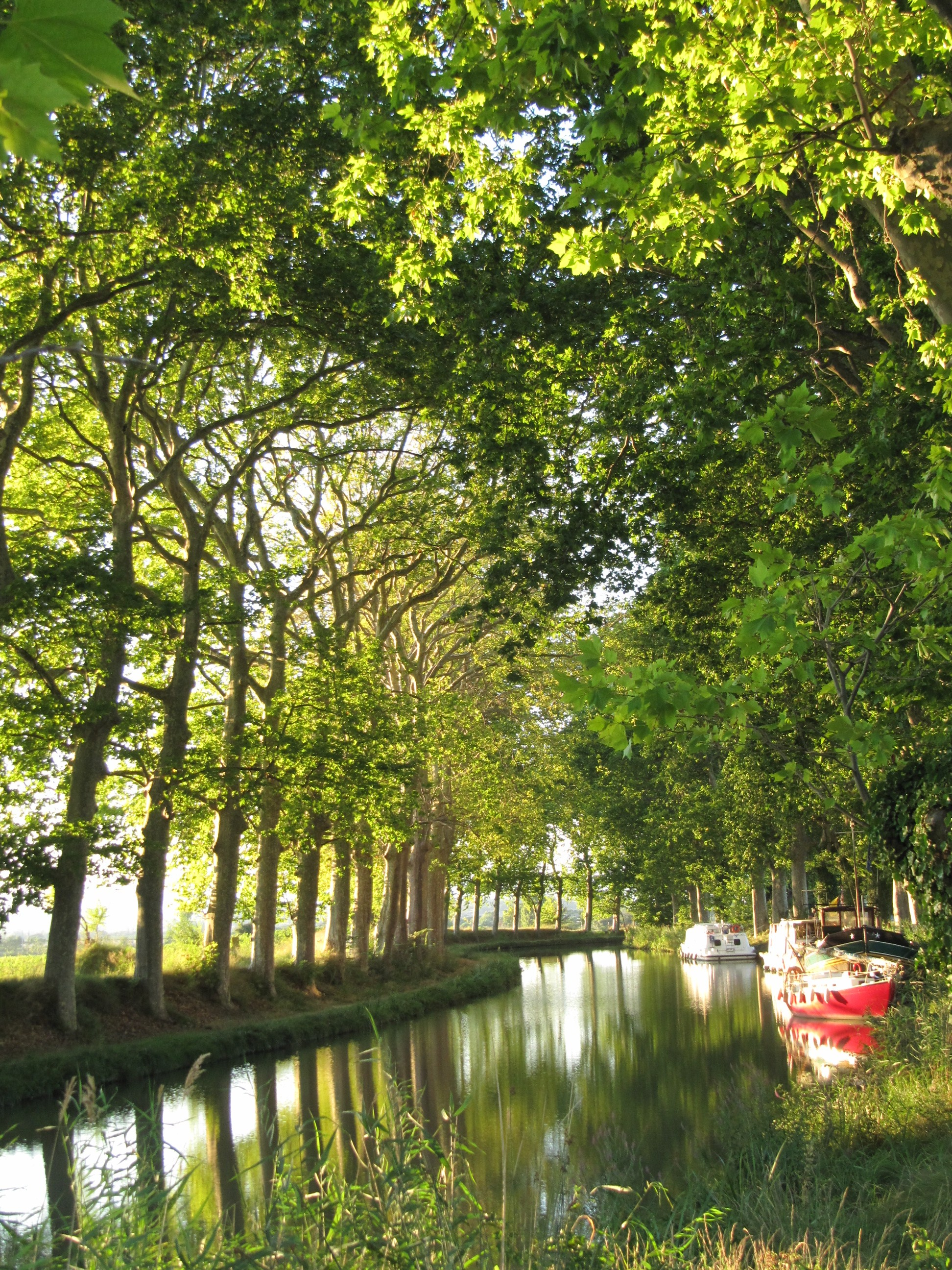
Canal del Mediodía
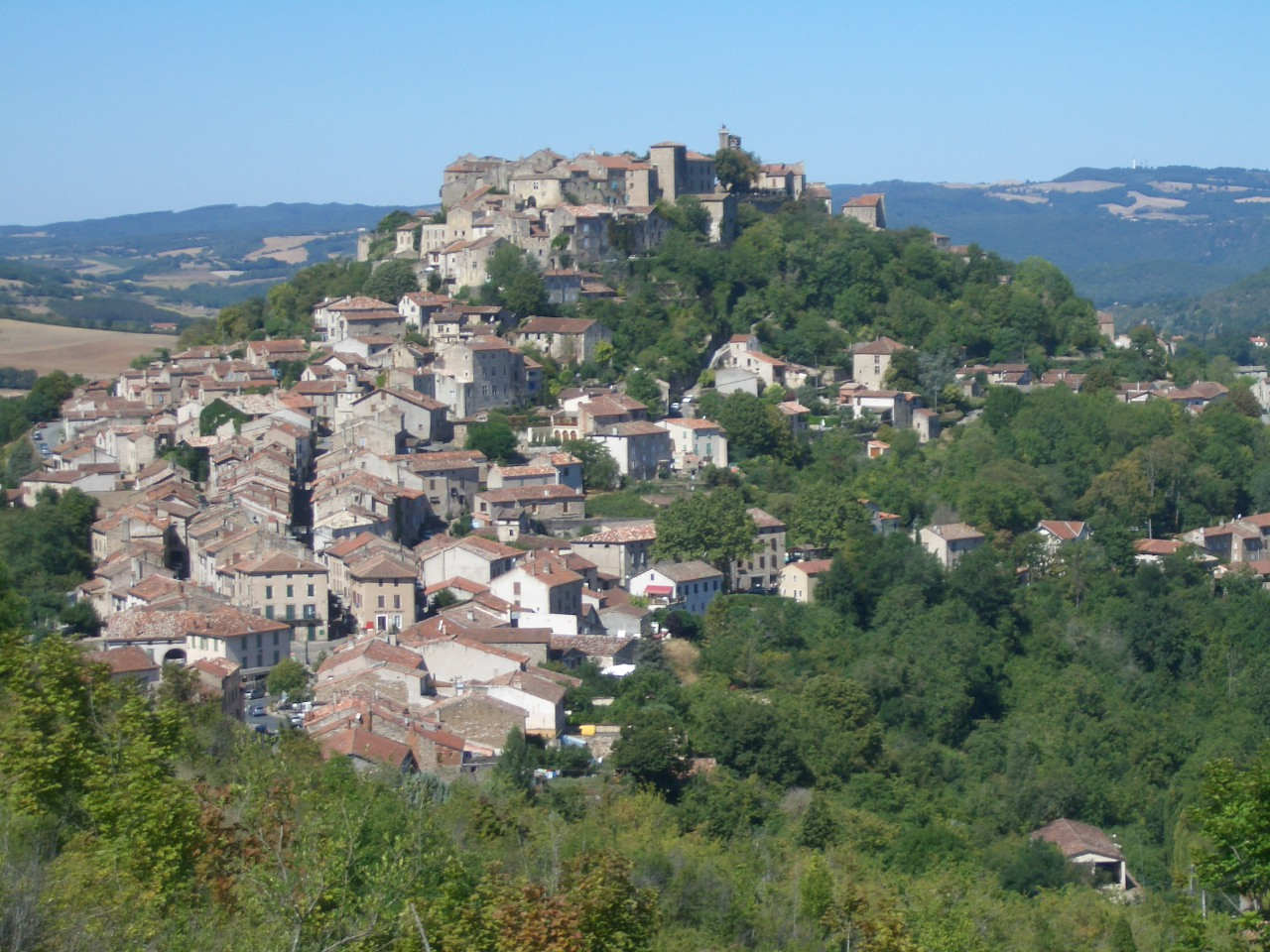
Cordes-sur-Ciel
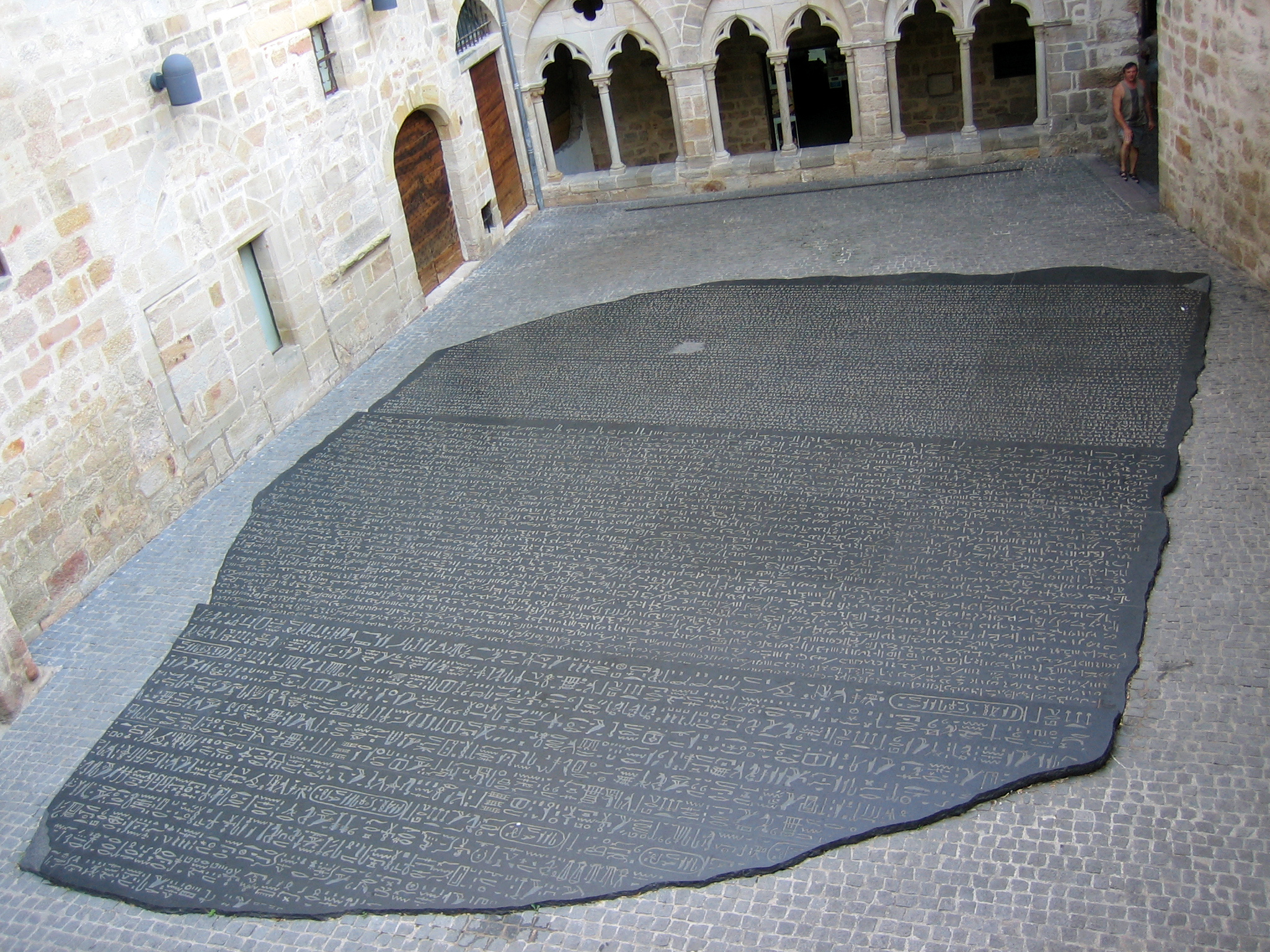
Figeac
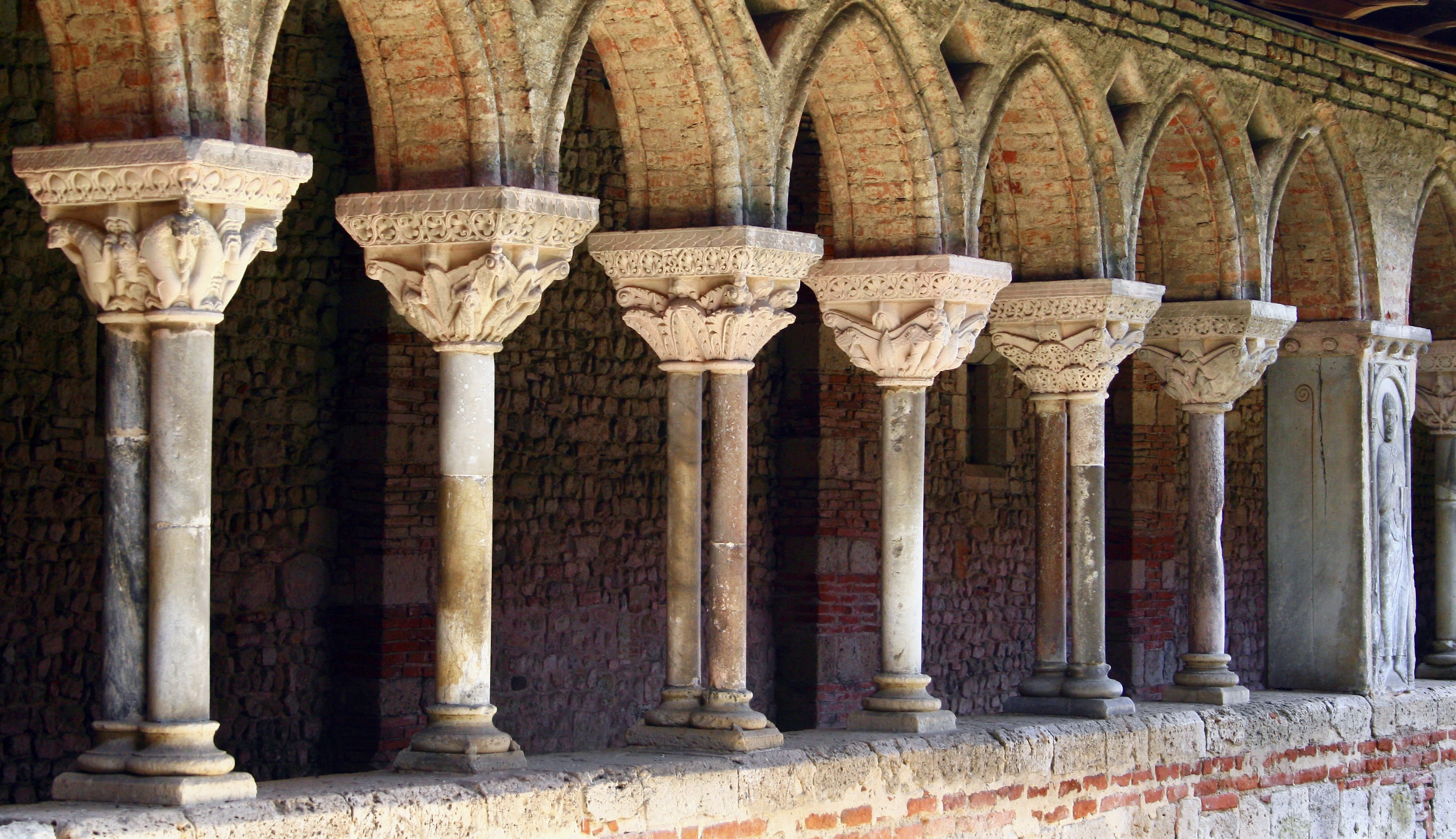
Moissac
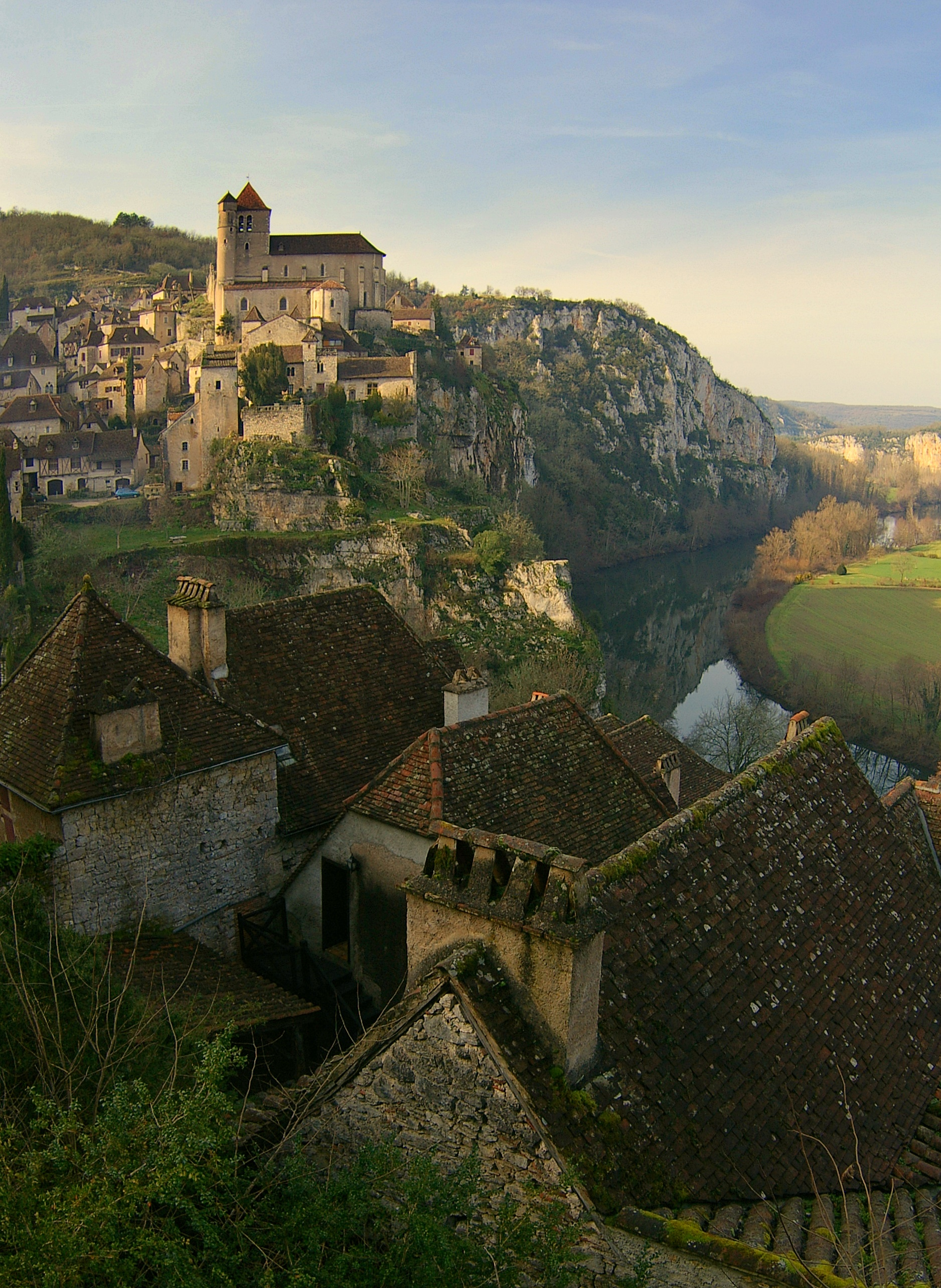
Saint-Cirq-Lapopie
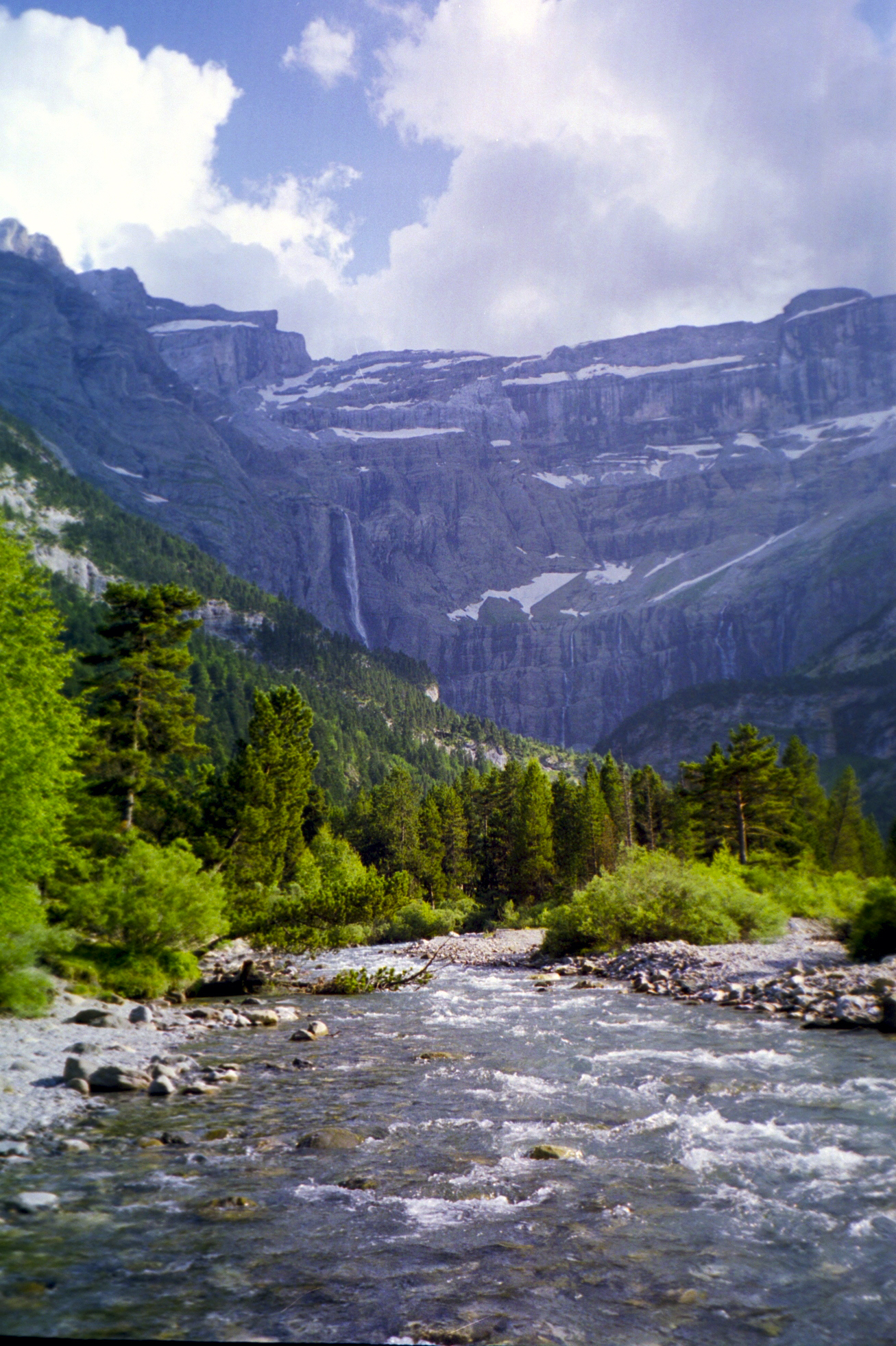
Gavarnie
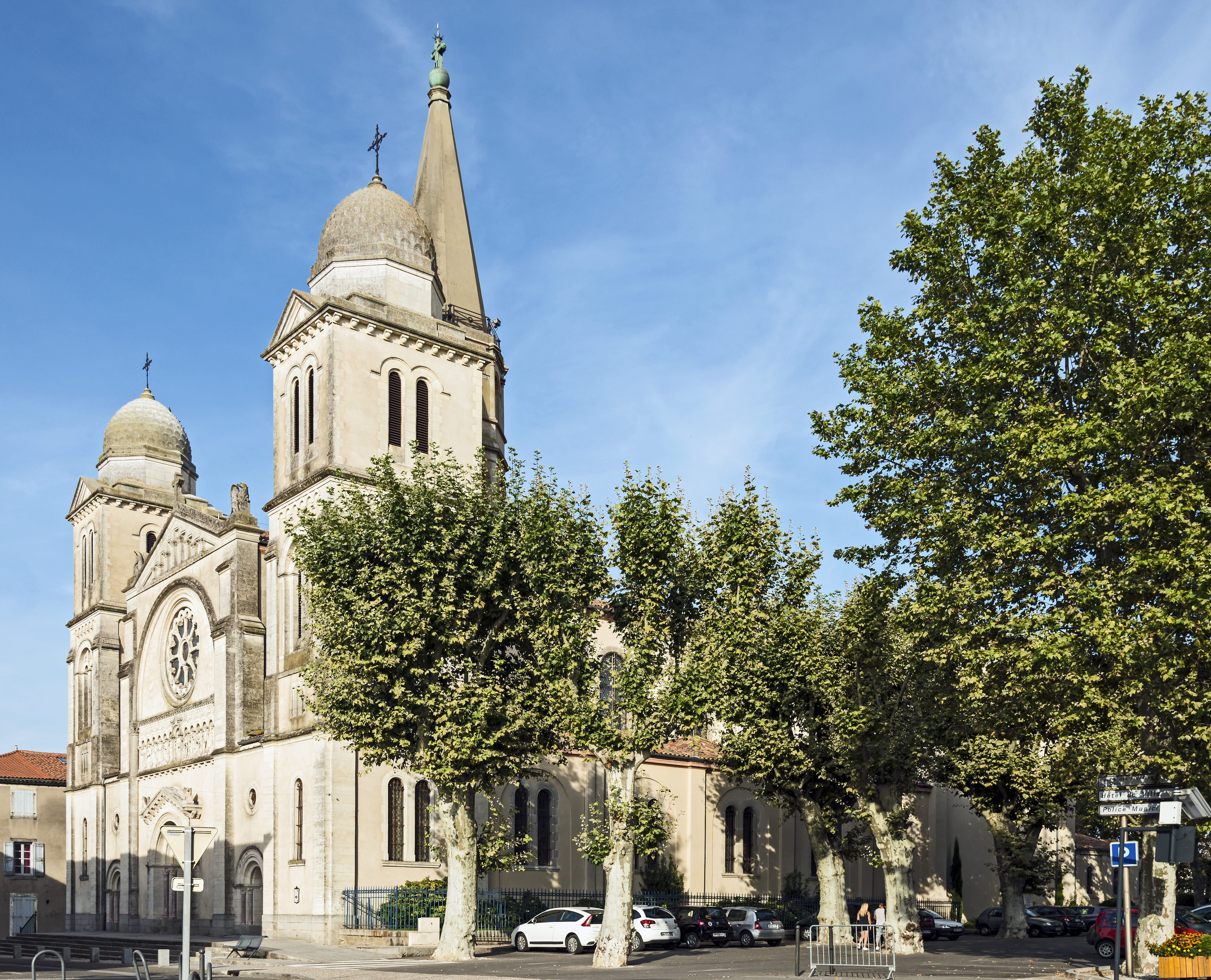
Revel
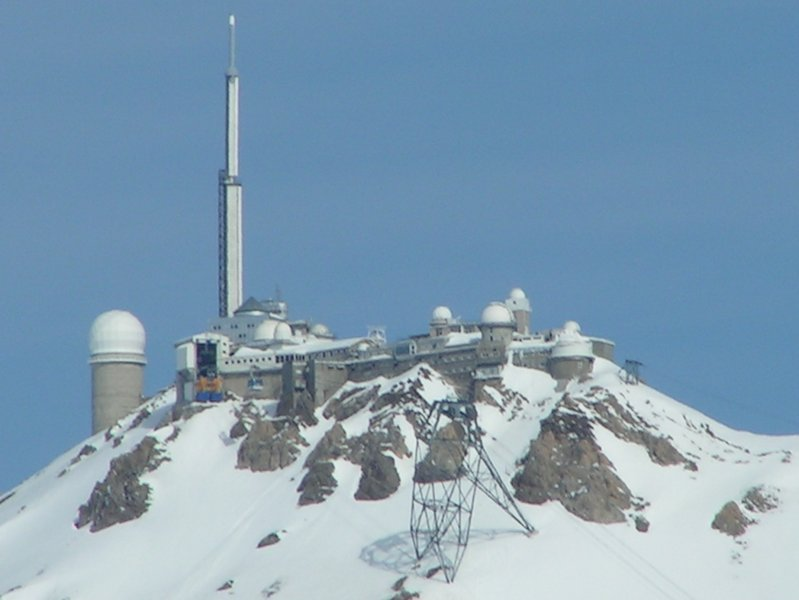
Pic du Midi
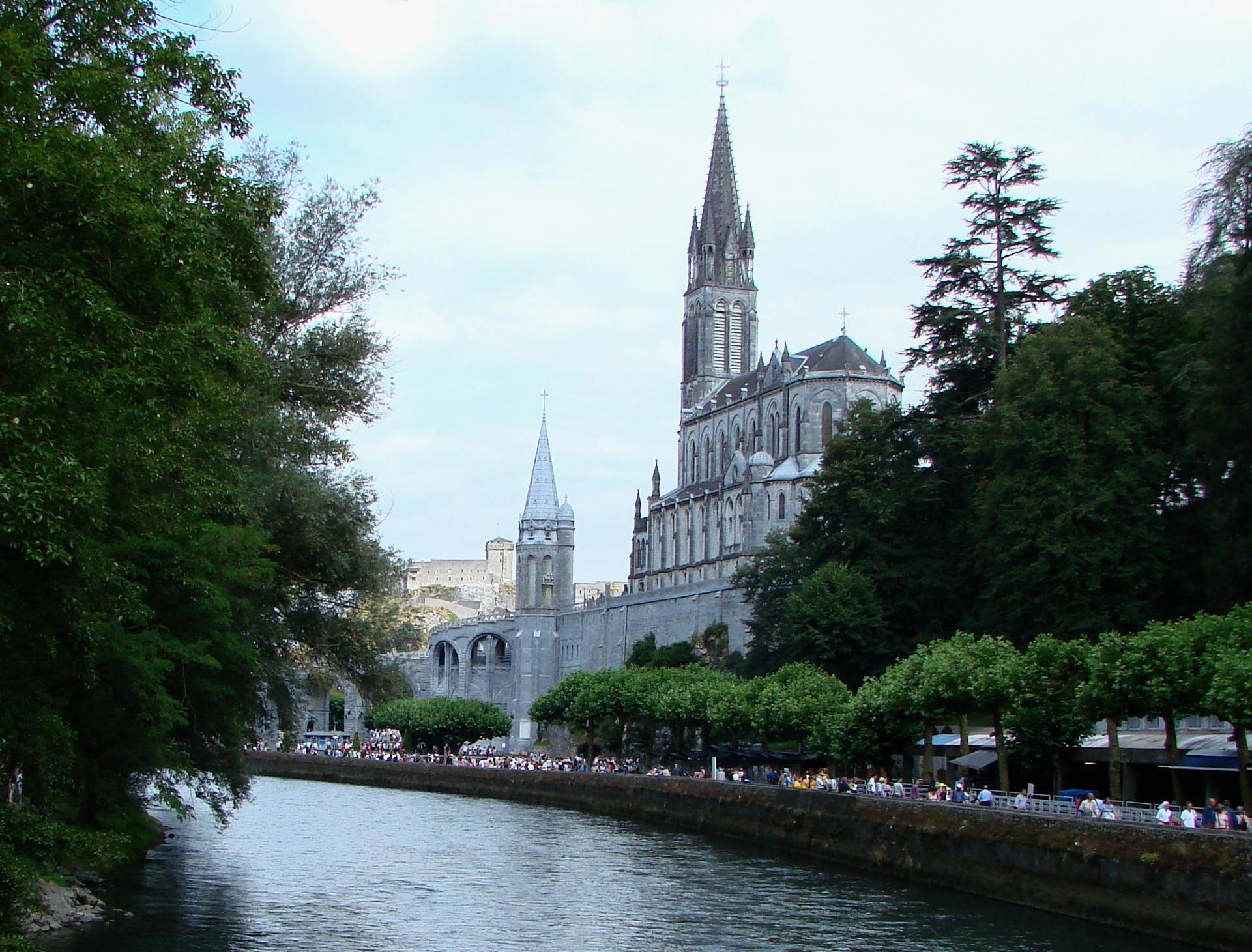
Lourdes
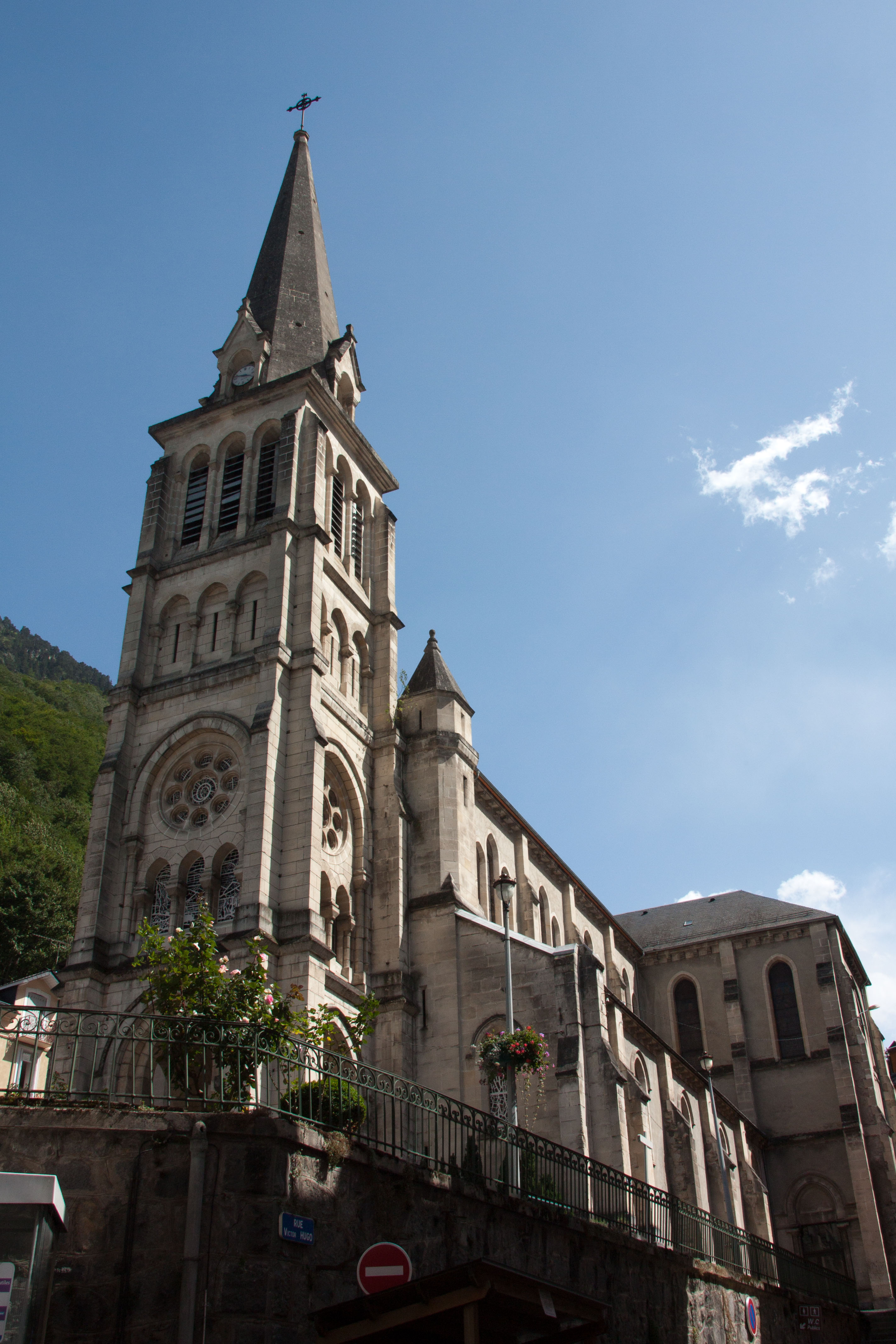
Cauterets
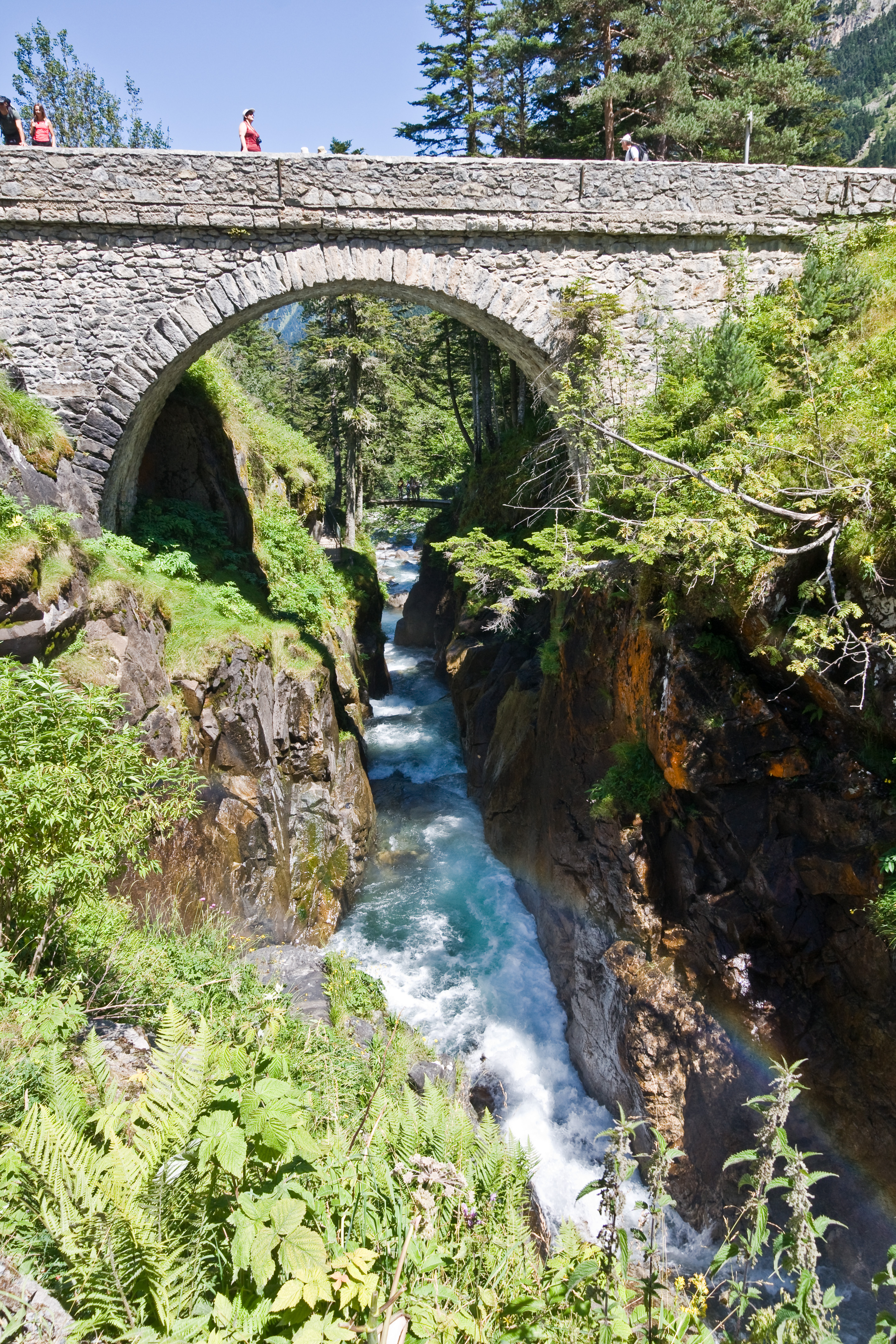
Pont d'Espagne
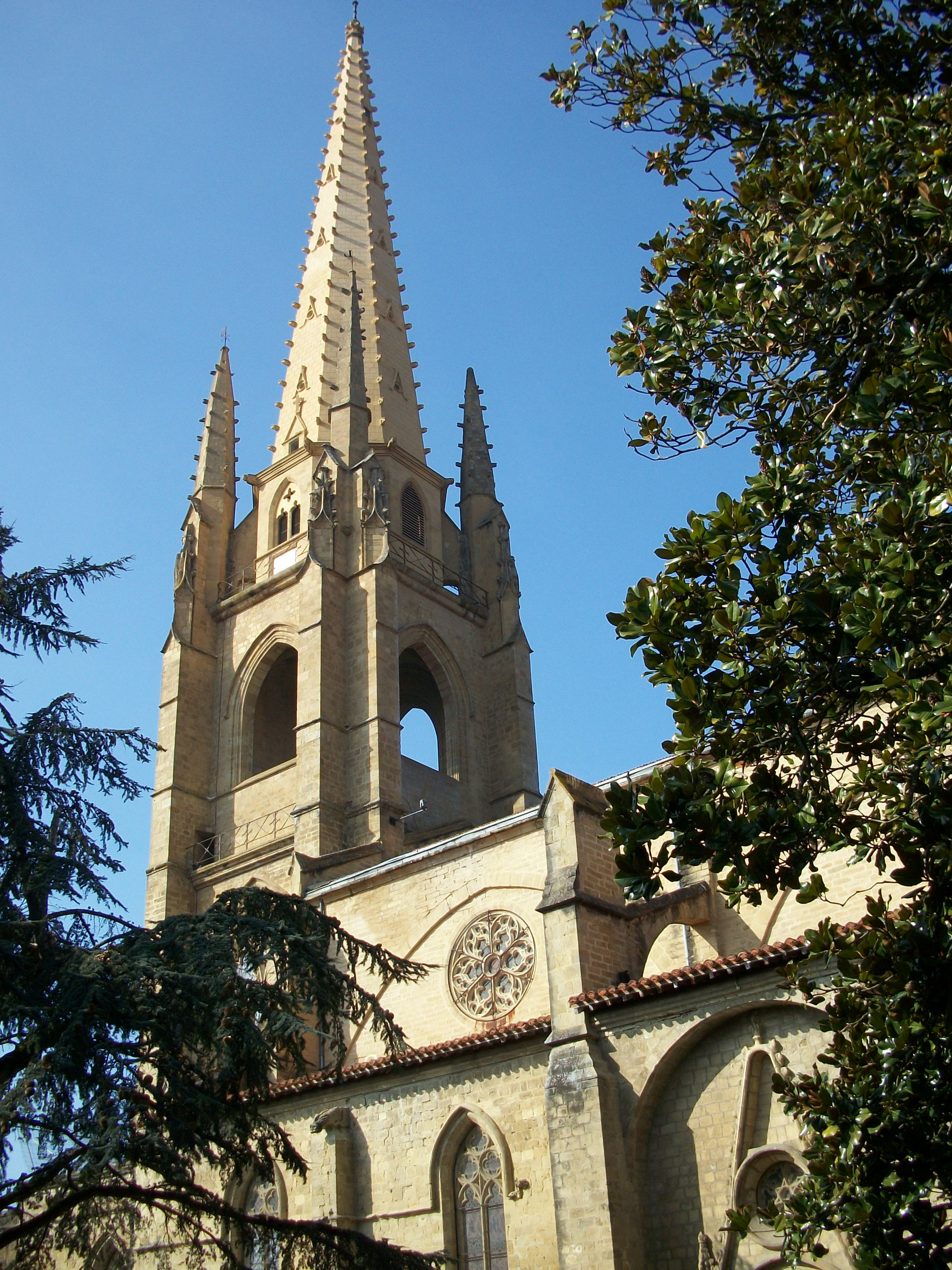
Marciac
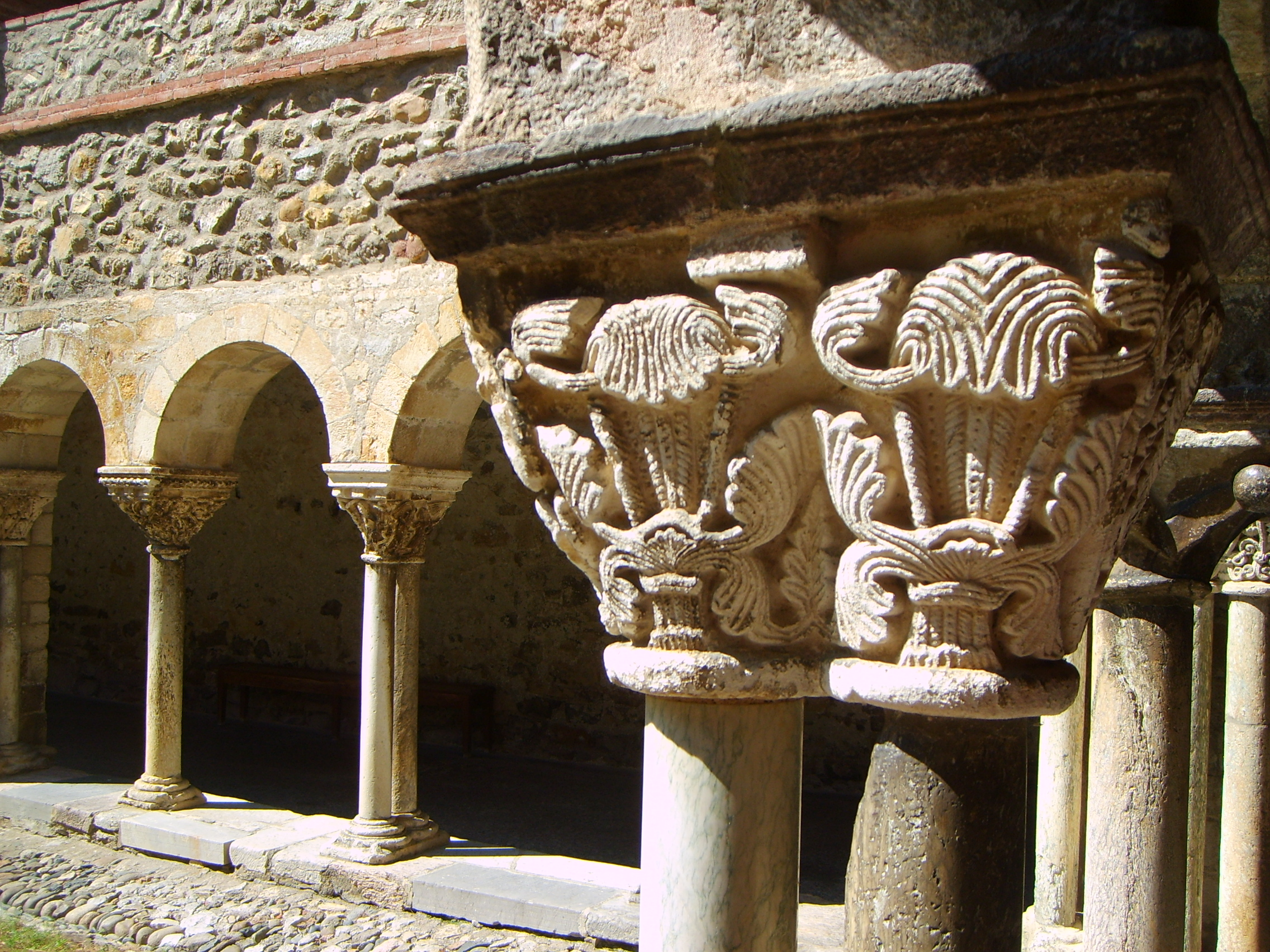
Saint-Lizier
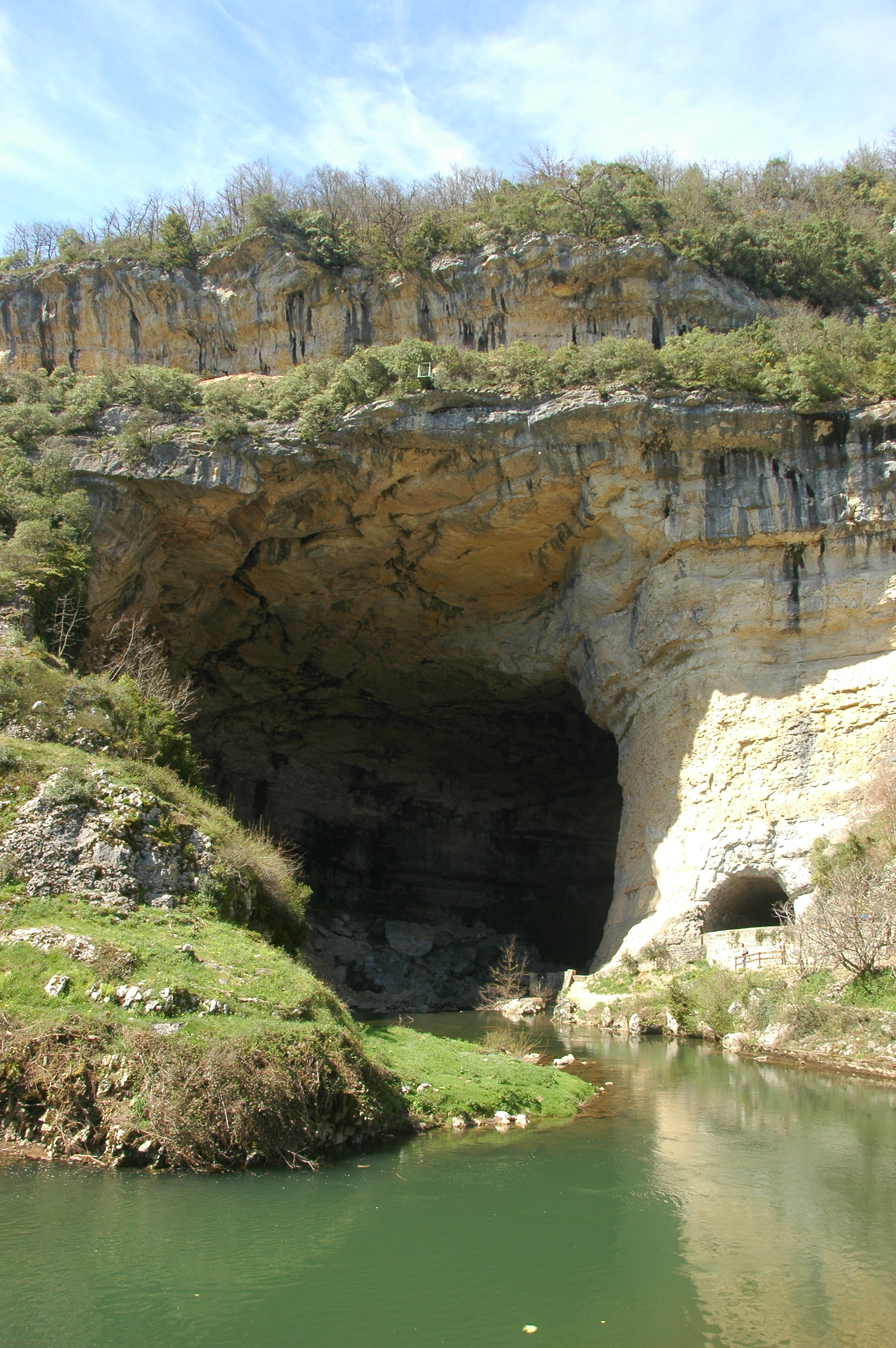
Cueva de Mas d'Azil
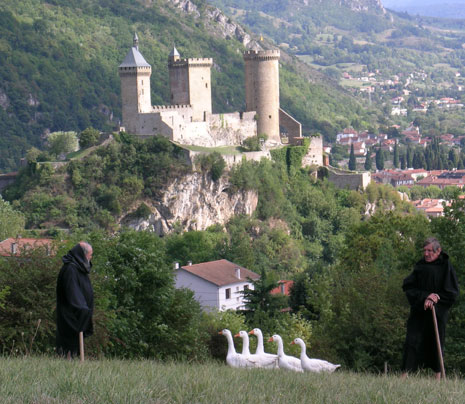
Castillo de Foix
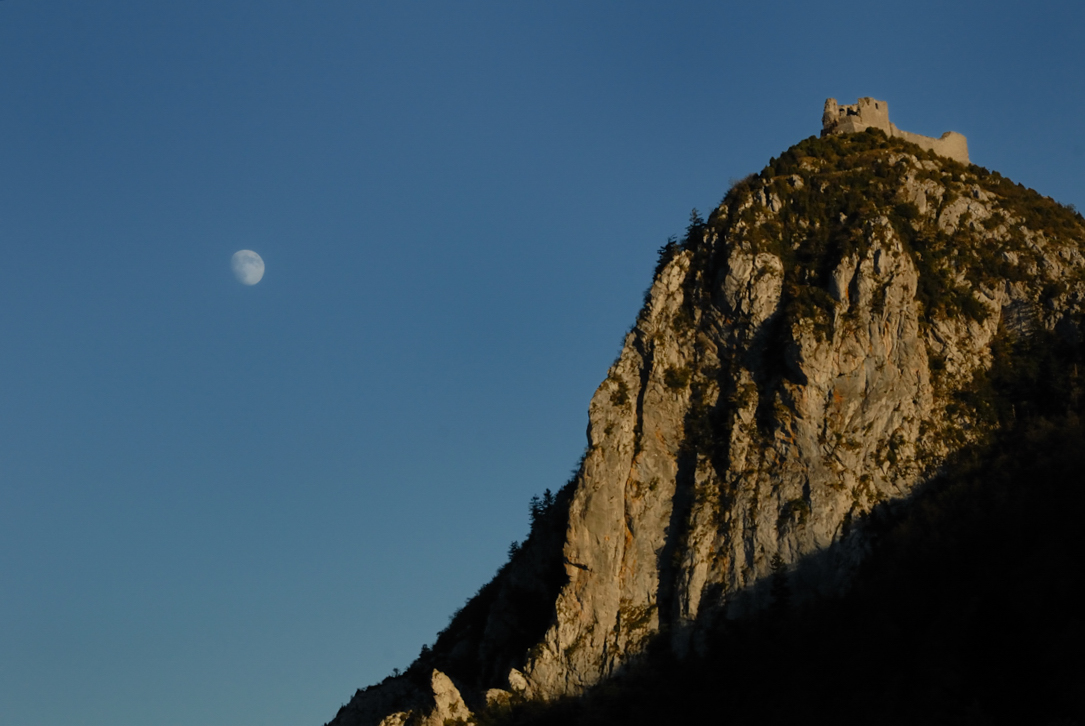
Castillo de Montsegur
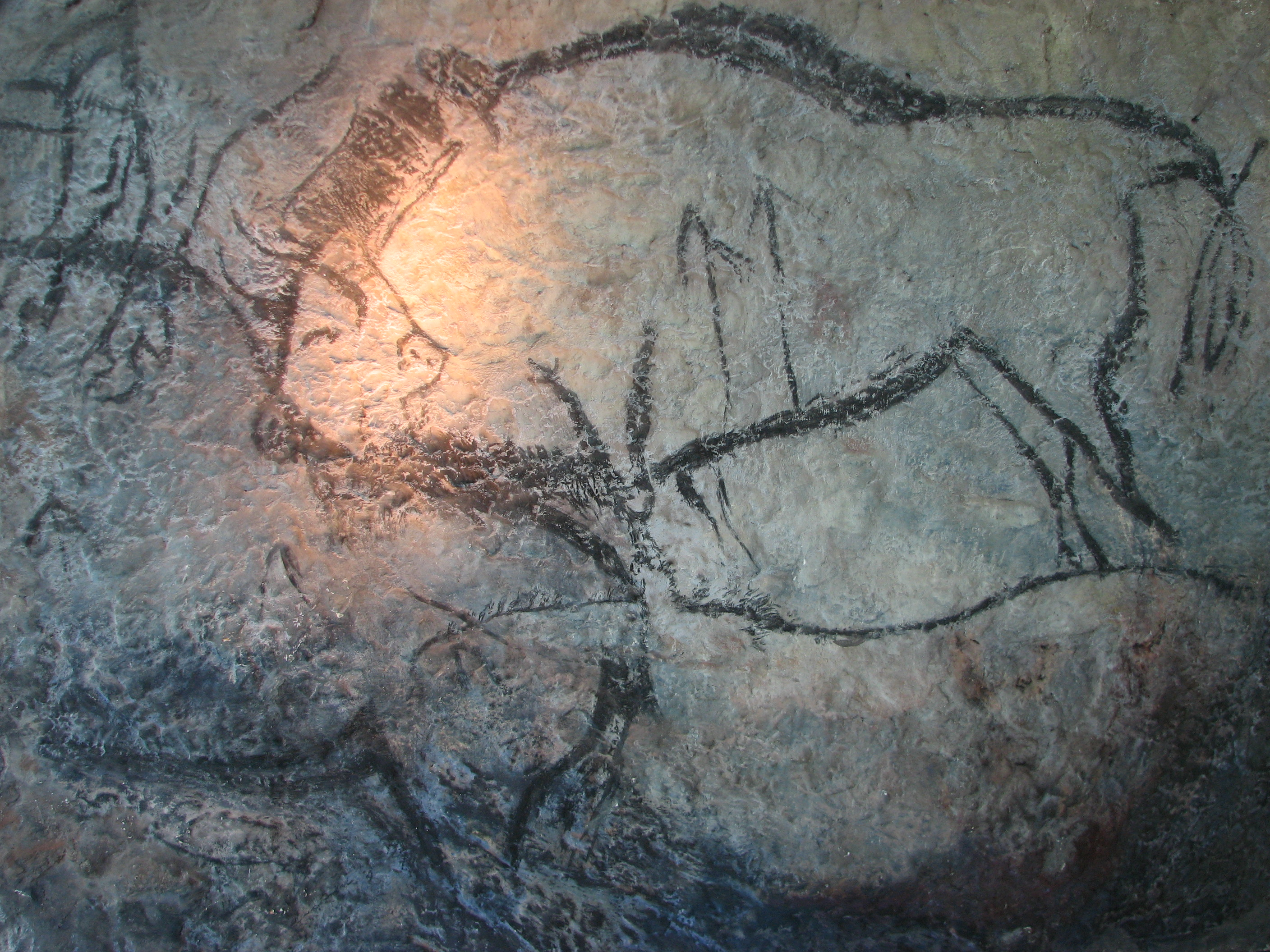
Cueva de Niaux
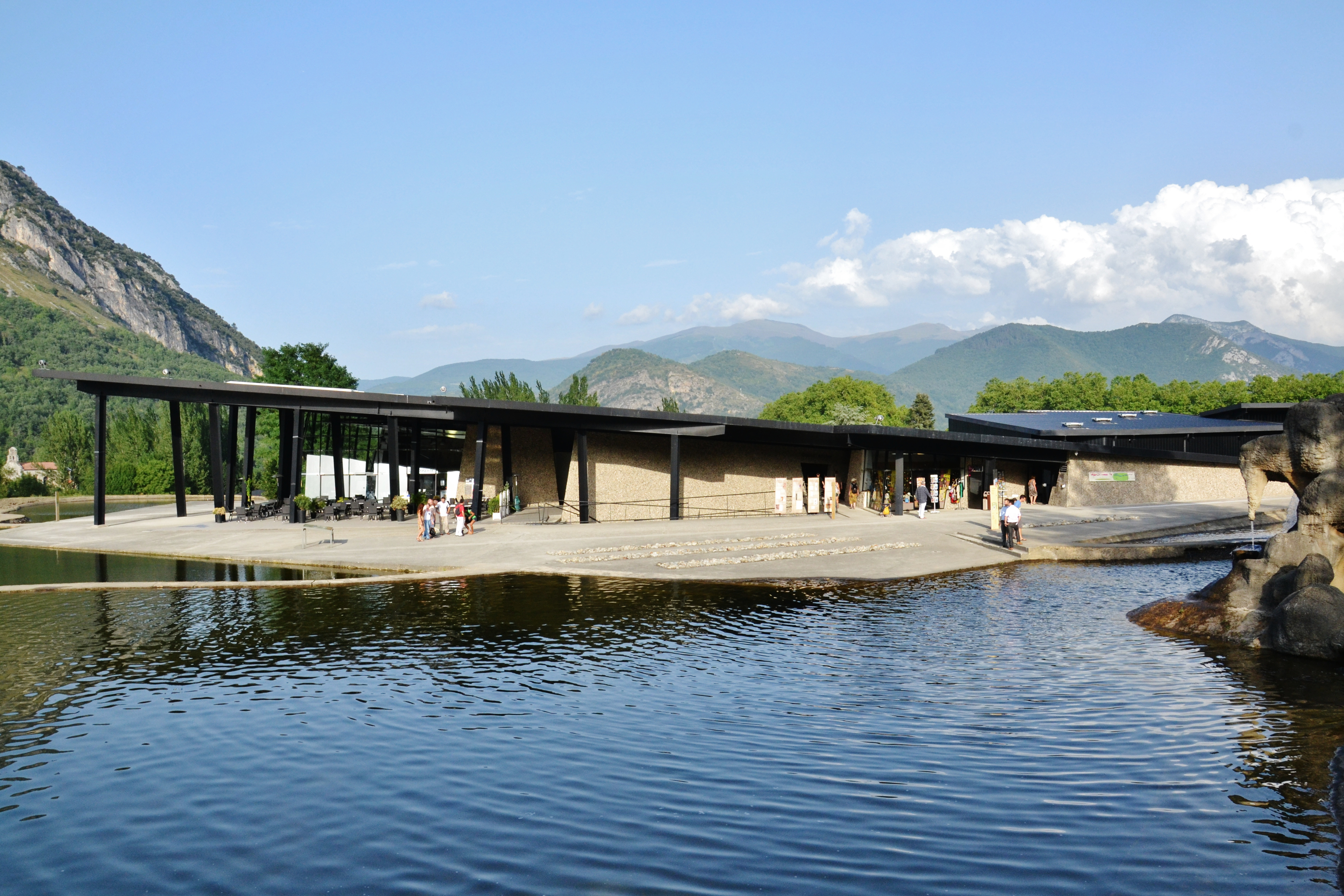
Parque de la prehistoria
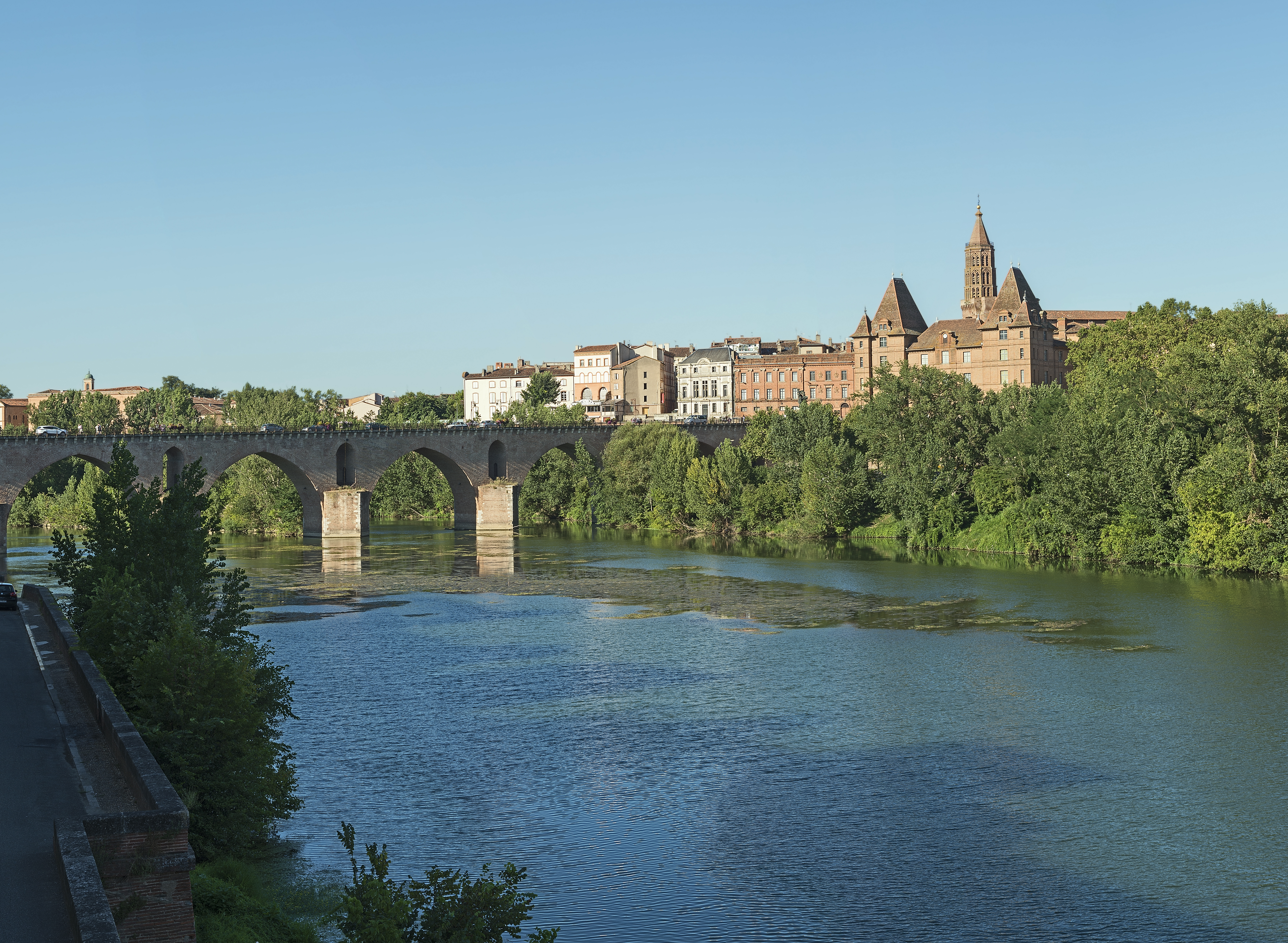
Montauban